# سام غودمان
سام غودمان (بالإنجليزية: Sam Goodman)‏ هو رسام أمريكي، ولد في 19 مارس 1931، وتوفي في 1 أغسطس 1991.